# Newmarket-on-Fergus
Newmarket-on-Fergus (en irlandais : Cora Chaitlín) est une ville du comté de Clare, en Irlande. Elle se situe près de l'embouchure du fleuve Fergus, dont elle tire son nom.
La ville de Newmarket-on-Fergus compte 1 542 habitants. Elle est située à 13 kilomètres de la ville d'Ennis et 8 kilomètres de l'aéroport de Shannon.

## Lieux et monuments
- Château de Dromoland